# Redlingfield
Redlingfield is een civil parish in het bestuurlijke gebied Mid Suffolk, in het Engelse graafschap Suffolk met 144 inwoners.